# Carlos IV de França
Carlos IV de França e I de Navarra (Clermont, 18/19 de junho de 1294 – Vincennes, 1 de fevereiro de 1328), também conhecido como Carlos, o Belo, foi o Rei da França como Carlos IV e Rei de Navarra como Carlos I de 1322 até sua morte. Era filho do rei Filipe IV de França e foi o último monarca capetiano "direto" da França.
Carlos passou a enfrentar a partir de 1323 uma revolta popular no Condado da Flandres, e no ano seguinte tentou sem sucesso ser eleito Sacro Imperador Romano-Germânico. O rei Eduardo II de Inglaterra era seu vassalo por também ser Duque da Aquitânia, porém estava relutante em prestar homenagem a outro rei. Carlos conquistou a Guiena em retaliação em conflito conhecido como a Guerra de Saint-Sardos. No acordo de paz, Eduardo concordou em jurar fidelidade ao rei francês e pagar uma multa. Em troca, o território foi devolvido a Inglaterra, porém reduzido.
Carlos casou-se três vezes mas nunca teve um herdeiro homem, assim a principal linhagem masculina da Casa de Capeto encerrou-se com sua morte. Ele foi sucedido em Navarra por sua sobrinha Joana II e na França por seu primo Filipe VI, porém a legitimidade contestada foi um dos fatores que levaram a Guerra dos Cem Anos.

## Primeiros anos e casamento
Depois da invasão da Flandres em 1305, o seu pai concedeu Béthune, a primeira cidade a render-se, a Matilde, condessa de Artois e viúva de Otão IV, conde palatino da Borgonha. Para garantir a fidelidade desta, foi organizado o casamento das suas duas filhas, Joana e Branca, com os príncipes Filipe e Carlos, respectivamente, filhos do rei francês. O matrimónio de Carlos com Branca ocorreu em 1308.
Em Abril de 1314, ano em que recebeu o título de conde de la Marche em apanágio do seu pai, uma visita da sua irmã Isabel de França despoletou o caso da Torre de Nesle: Margarida da Borgonha, esposa do seu irmão Luís, e a sua esposa Branca da Borgonha foram acusadas de adultério.
Filipe de Aunay, amante de Margarida, e Gautério de Aunay, amante de Branca, foram julgados e condenados por crime de lesa-majestade. A 19 de Abril foram supliciados e executados em praça pública em Pontoise.
As duas princesas tiveram os seus cabelos rapados, um humilhante desfiguramento e marca física do seu crime de adultério. Vestidas de preto, foram aprisionadas nas masmorras de Les Andelys, de onde Branca só sairia depois de sete anos, obtendo autorização para tomar o hábito de religiosa. Ainda se tornaria rainha de França na prisão, a 21 de Fevereiro de 1322, até o seu casamento ser anulado a 19 de Maio pelo papa João XXII.

## Reinado
Carlos subiu ao trono depois da morte do seu irmão Filipe V de França, segundo a lei sálica, e foi sagrado em Reims a 21 de Fevereiro de 1322 pelo arcebispo Roberto de Courtenay, tal como o seu predecessor. Simultaneamente, herdou o reino de Navarra e o condado de Champanhe.
Tal o reinado do seu irmão mais velho Luís X de França, o seu também seria condicionado pelo escândalo da Torre de Nesle e pela vontade em se casar com uma rainha capaz de lhe dar um descendente para continuar a dinastia capetiana.

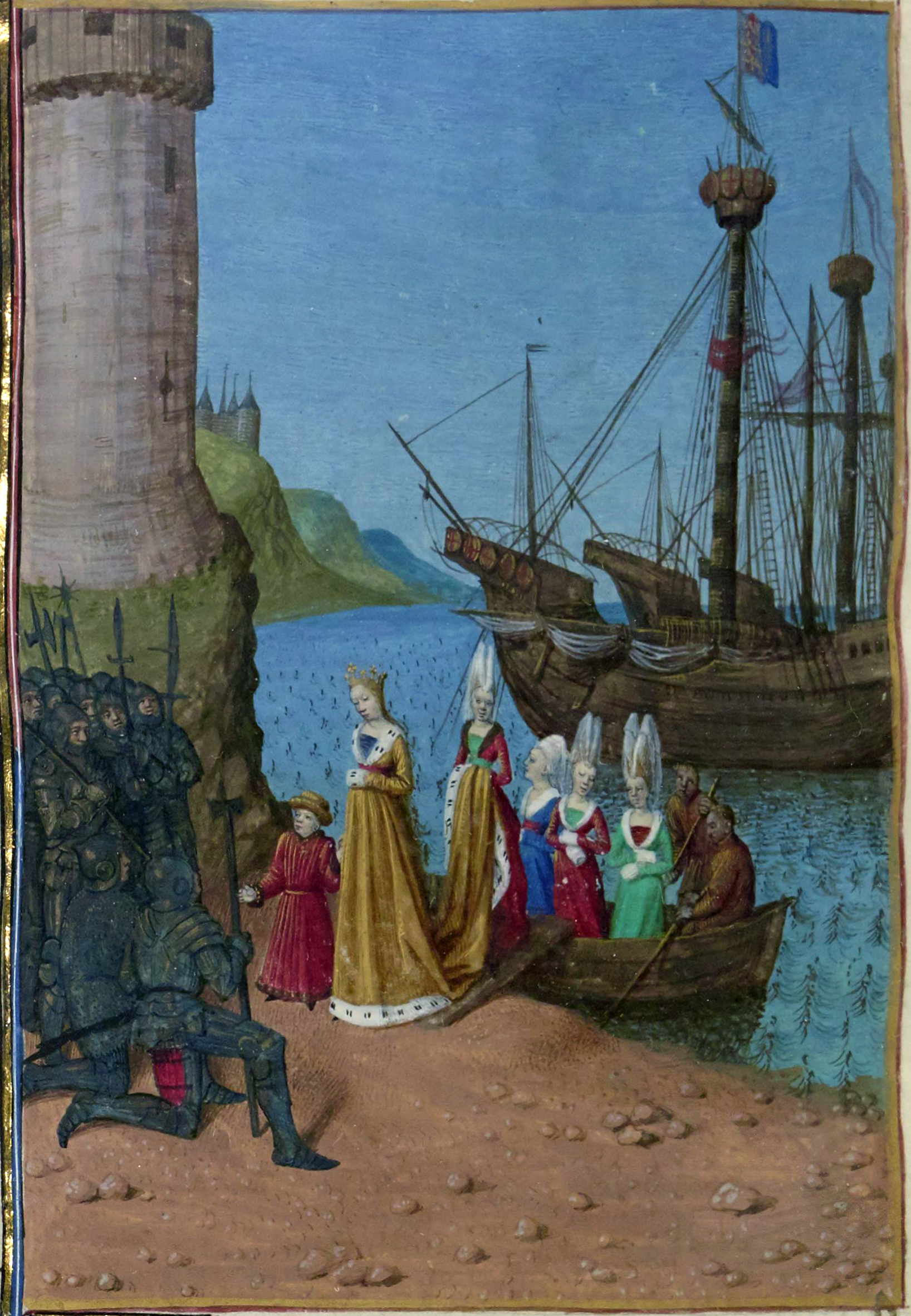
Regresso de Isabel de França com o seu filho Eduardo à Inglaterra, Grandes Chroniques de France, iluminura de Jean Fouquet, Tours, c.1455-1460

Encontrando o tesouro real vazio devido aos gastos dos reinados precedentes, Carlos aumentou os impostos. Puniu severamente e confiscou os bens dos banqueiros lombardos que tinham sido os credores do reino.
Foi igualmente rigoroso com os juízes e senhores que se tinham apropriado dos bens de particulares, sendo acusado de não só perseguir estes, como também outros nobres que não estavam no seu favor. Chegou mesmo a prender Girard de la Guette, superintendente das finanças de Filipe o Alto acusado de ter desviado 1 200 000 libras.
Carlos o Belo teve um grave conflito com o rei Eduardo II de Inglaterra por este se recusar a prestar-lhe o juramento de vassalagem a que era obrigado pelas suas possessões na França: o ducado de Guyenne e Ponthieu.
A partir de 1323, alguns senhores da Gasconha, apoiados pelos ingleses, fizeram incursões nos domínios do reino. Uma vez que estes gascões eram liderados por bastardos da nobreza, este conflito foi chamado de Guerra dos Bastardos.
Em 1325, o rei francês tomou os territórios ingleses no continente. Eduardo enviou a sua esposa Isabel de França para negociar com o irmão. Isabel acabou por organizar na França a deposição do rei inglês em favor do seu filho Eduardo III, em 1326-1327, e a instituição de uma regência da rainha mãe com Roger Mortimer, em nome do seu filho.
Carlos IV morreu de tuberculose a 1 de Fevereiro de 1328, em Vincennes, encerrando assim a linha dinástica directa que começou com Hugo Capeto. Foi sepultado com a sua terceira esposa, Joana de Évreux, na basílica de Saint-Denis.

## Sucessão
Joana de Évreux estava grávida aquando da morte de Carlos IV. Tal como no caso do seu irmão Luís X, foi necessário aguardar o nascimento da criança para se saber se era varão e poderia continuar a dinastia capetiana. Entretanto o reino passou para a regência de Filipe de Valois. Ao nascer outra filha, a 1 de Abril de 1328, que não podia reinar devido à lei sálica, passaram a haver três pretendentes:
- Eduardo III de Inglaterra, filho de Isabel de França, eliminado da sucessão porque, segundo uma interpretação mais alargada da lei sálica, as mulheres não só não podiam herdar o trono, como também não podiam transmitir este direito. Esta posição foi contestada pelo monarca inglês, o que foi uma das razões principais para a Guerra dos Cem Anos que se seguiu;
- Filipe de Valois, regente, primo direito de Carlos IV e filho de Carlos de Valois;
- Filipe de Évreaux com Joana II de Navarra, filha de Luís X de França, herdeira do reino de Navarra e do condado de Champanhe.

O trono francês passou assim para as mãos de Filipe de Valois, que se tornou rei Filipe VI de França. Navarra foi restituída à sua herdeira legítima, uma vez que a sua suposta bastardia de Joana II (devido ao caso da Torre de Nesle) nunca foi provada. Joana tinha-se casado em 1317, com o seu primo Filipe de Évreux, que negociou com o novo rei Filipe VI. Em troca do seu apoio ao novo monarca e da anexação oficial do condado de Champanhe aos territórios do reino da França, este conseguiu o trono navarro para a sua esposa e para si, tomando o nome de Filipe III de Navarra.
```
                                                 
Filipe III 
o Bravo
 †
1285

                                     _____________________|_________________________
                                     |                                             |
                              
Isabel de Aragão
 †
1271
                         
Maria de Brabante
 †
1322

                         ____________|_______________________                ______|________
                         |                                  |                |             |
                 
Filipe IV 
o Belo
 †
1314
             
Carlos de Valois
     
Margarida
    
Luís de Évreux

          _______________|_____________________             | †
1325
        †
1318
           | †
1319

          |                |         |        |             |                              |
        
Luís X
          
Filipe V
   
Isabel
  
Carlos IV
     
Filipe VI
                     
Filipe III

        †
1316
            †
1322
       |       †
1328
       
de Valois
                     
de Navarra

    ______|_______                   |                      |
    |            |                   |                      |
 
Joana II
   
João I 
o Póstumo
     
Eduardo III
          
João II de França

de Navarra
       †
1316
          
de Inglaterra

                                                       
Genealogia da sucessão de Carlos IV de França

                                                         
(os pretendentes estão indicados 
a negrito
)
```

## Casamentos e descendência

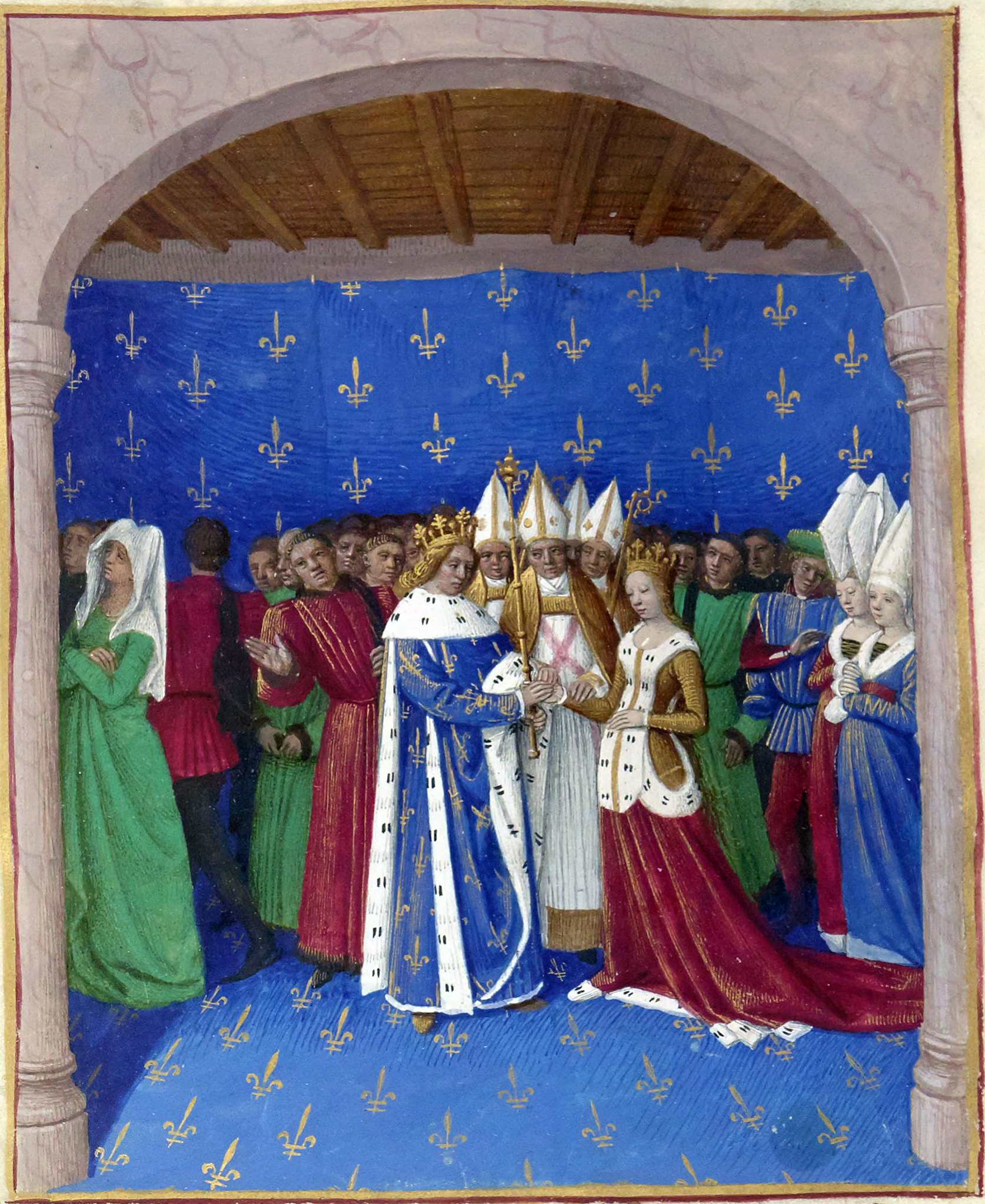
Casamento de Carlos IV com Maria do Luxemburgo, Grandes Chroniques de France, iluminura de Jean Fouquet, Tours, c.1455-1460

Em 1307 ou 1308, Carlos casou-se com Branca da Borgonha, filha de Matilde de Artois e Otão IV da Borgonha, que seria condenada por adultério no caso da Torre de Nesle em 1314. No ano da sua subida ao trono, o papa João XXII anulou o matrimónio por razões de consanguinidade. Tiveram dois filhos:
- Filipe (5 de Janeiro de 1314 - 24 de Março de 1322), morreu na infância;
- Joana (1315 - 17 de Maio de 1321), morreu na infância.

A 21 de Setembro de 1322, em Provins, casou-se em segundas núpcias com Maria de Luxemburgo, filha do Sacro Imperador Henrique VII de Luxemburgo e de Margarida de Brabante. Deste matrimônio nasceu uma filha que não sobreviveu. A 21 de Março de 1324, no decurso de uma viagem a Issoudun, na província de Berry, a carruagem de Maria virou-se, provocando a morte da rainha e do herdeiro varão de que estava grávida. Tiveram dois filhos:
- Maria (1323), morreu poucas horas após o nascimento;
- Luís (21 de março de 1324), morreu poucas horas depois do seu batismo.

A 13 de Julho de 1325, ainda sem um filho homem, casou-se com a sua prima Joana de Évreux, filha de Luís de Évreux e de Margarida de Artois. Tiveram três filhas:
- Joana (11 de Maio de 1326 - 16 de Janeiro de 1327), morreu na infância;
- Maria (1327 - 6 de Outubro de 1341), morreu jovem;
- Branca (1 de Abril de 1328 - 8 de Fevereiro de 1393), filha póstuma, condessa de Beaumont, casada em 1345 com o duque Filipe Valois de Orleães, filho de Filipe VI de França, sem descendência.

## Representações na cultura
- Carlos IV é um dos personagens principais da série de livros de romance histórico Os Reis Malditos (Les Rois Maudits em francês) de Maurice Druon, publicada entre 1955 e 1977, e adaptada para a televisão por duas vezes na França, em 1972 e em 2005.